# Spiritual Advice for Buddhists and Christians
A Spiritual Advice for Buddhists and Christians (magyarul: Spirituális tanács buddhistáknak és keresztényeknek) című könyv a 14. dalai láma, Tendzin Gyaco négy 1996-ban mondott beszédét tartalmazza az imádkozásról, a meditációról és a spirituális átalakulásról. A vallásközi dialógus őszinte szelleme bátorítólag hat mind a buddhista, mind a keresztény ember számára, miáltal értesül a két hagyomány spirituális céljainak egyezőségéről, annak ellenére, hogy a módszereik különböznek.

## Tartalma
A dalai láma szerint a vallás célja nem templomok és egyéb vallási épületek építése, hanem az, hogy az embereket megtanítsa bizonyos egyetemes belső értékekre, mint a tolerancia, a nagylelkűség vagy a szeretet. A Spiritual Advice for buddhists and Christians című könyvben a dalai láma négy beszéde szerepel, amelyeket egy buddhista és keresztény szerzetesek számára létrehozott találkozó alkalmával mondott el a Kentucky állambeli Gecsemáné apátságban 1996 júliusában. 25 buddhista és 25 keresztény szerzetes utazott a néhai Thomas Merton, a dalai láma közeli barátja, birtokára közös elvonulásra és elmélkedésre. A négy fő téma a következő: az ima és a meditáció gyakorlata a spirituális életben; a spirituális fejlődés folyamatának állomásai, a tanító és a közösség szerepe a spirituális életben; a személyes és a társadalmi átalakulás spirituális céljai. A dalai láma mindegyik témában elmagyarázza a tibeti buddhizmus legfőbb elveit, valamint azt, hogy a spirituális útkeresők hogyan hasznosíthatják ezeket a hétköznapi gyakorlataik során, a saját vallási meggyőződöttségüktől függetlenül.